# Campeonato Mundial de Atletismo de 2013 - Salto triplo feminino
O salto triplo feminino do Campeonato Mundial de Atletismo de 2013 ocorreu entre 13 e  15 de agosto no Estádio Lujniki, em Moscou. 

## Recordes
Antes desta competição, os recordes mundiais e do campeonato nesta prova eram os seguintes:
| Tipo                  | Atleta         | Distância | Local      | Data                 | Ref |
| --------------------- | -------------- | --------- | ---------- | -------------------- | --- |
|                       | Inessa Kravets | 15,50     | Gotemburgo | 10 de agosto de 1995 | ver |
| Recorde do campeonato | Inessa Kravets | 15,50     | Gotemburgo | 10 de agosto de 1995 | ver |

## Medalhistas
| Ouro                    | Prata                  | Bronze              |
| Caterine Ibargüen (COL) | Ekaterina Koneva (RUS) | Olha Saladuha (UKR) |

## Cronograma
| Data         | Hora  | Evento        |
| ------------ | ----- | ------------- |
| 13 de agosto | 11:25 | Primeira fase |
| 15 de agosto | 19:40 | Final         |

## Resultados

### Primeira fase
Qualificação: Desempenho de qualificação 14,30 m (Q) ou pelo menos 12 melhores (q) avançam para a final. 
| Classificação | Grupo | Nome                    | Nacionalidade | 1ª prova | 2ª prova | 3ª prova | Marca | Nota |
| ------------- | ----- | ----------------------- | ------------- | -------- | -------- | -------- | ----- | ---- |
| 1             | A     | Olha Saladuha           | Ucrânia       | 13,95    | 14,69    |          | 14,69 | Q    |
| 2             | B     | Caterine Ibargüen       | Colômbia      | 14,52    |          |          | 14,52 | Q    |
| 3             | A     | Hanna Knyazyeva         | Israel        | x        | x        | 14,46    | 14,46 | Q    |
| 4             | B     | Anna Pyatykh            | Rússia        | 13,80    | x        | 14,34    | 14,34 | Q    |
| 5             | A     | Kimberly Williams       | Jamaica       | 14,25    | 14,36    |          | 14,36 | Q    |
| 6             | B     | Ekaterina Koneva        | Rússia        | 13,32    | 14,30    |          | 14,30 | Q    |
| 7             | A     | Irina Gumenyuk          | Rússia        | 14,30    |          |          | 14,30 | Q    |
| 8             | A     | Mabel Gay               | Cuba          | 13,99    | 13,95    | 14,17    | 14,17 | q    |
| 9             | B     | Snežana Rodić           | Eslovênia     | 13,73    | x        | 14,17    | 14,17 | q    |
| 10            | B     | Anna Jagaciak           | Polónia       | x        | 13,21    | 13,96    | 13,96 | q    |
| 11            | B     | Athanasia Perra         | Grécia        | x        | 13,85    | 13,92    | 13,92 | q    |
| 12            | A     | Dana Velďáková          | Eslováquia    | x        | 13,88    | 13,85    | 13,88 | q    |
| 13            | A     | Keila Costa             | Brasil        | 13,82    | 13,80    | 13,67    | 13,82 |      |
| 14            | B     | Simona La Mantia        | Itália        | 13,57    | x        | 13,80    | 13,80 |      |
| 15            | A     | Niki Panetta            | Grécia        | 13,04    | 13,69    | 13.52    | 13,69 |      |
| 16            | B     | Ruslana Tsykhotska      | Ucrânia       | 13,51    | x        | x        | 13,51 |      |
| 17            | B     | Baya Rahouli            | Argélia       | x        | 13,41    | x        | 13,41 |      |
| 18            | A     | Irina Litvinenko Ektova | Cazaquistão   | x        | 13,09    | 13,37    | 13,37 |      |
| 19            | A     | Anastasiya Juravleva    | Uzbequistão   | 13,03    | 13,32    | x        | 13,32 |      |
| 20            | A     | Sarah Nambawa           | Uganda        | x        | x        | 13,31    | 13,31 |      |
| 21            | B     | Natallia Viatkina       | Bielorrússia  | 13,19    | x        | 13,02    | 13,19 |      |

### Final
A final foi iniciada as 19:40. 
| Classificação     | Nome              | Nacionalidade | 1ª prova | 2ª prova | 3ª prova | 4ª prova | 5ª prova | 6ª prova | Marca | Nota |
| ----------------- | ----------------- | ------------- | -------- | -------- | -------- | -------- | -------- | -------- | ----- | ---- |
| Medalha de ouro   | Caterine Ibargüen | Colômbia      | x        | 14,85    | 14,69    | 14,83    | x        | x        | 14,85 | WL   |
| Medalha de prata  | Ekaterina Koneva  | Rússia        | 14,29    | 14,81    | 14,59    | 14,33    | 14,79    | 12,18    | 14,81 |      |
| Medalha de bronze | Olha Saladuha     | Ucrânia       | 14,42    | 14,65    | 14,33    | 14,51    | 14,60    | 14,49    | 14,65 |      |
| 4                 | Kimberly Williams | Jamaica       | x        | 13,98    | 14,17    | 14,62    | x        | x        | 14,62 | PB   |
| 5                 | Mabel Gay         | Cuba          | 14,28    | 14,38    | 13,83    | 14,45    | 14,29    | x        | 14,45 | SB   |
| 6                 | Hanna Knyazyeva   | Israel        | 14,33    | 14,19    | x        | x        | 14,14    | x        | 14,33 |      |
| 7                 | Anna Pyatykh      | Rússia        | 14,29    | 11,68    | 14,08    | 14,21    | 14,22    | 14,20    | 14,29 |      |
| 8                 | Irina Gumenyuk    | Rússia        | x        | x        | 14,15    | x        | 13,98    | x        | 14,15 |      |
| 9                 | Snežana Rodić     | Eslovênia     | 13,75    | x        | 14,13    |          |          |          | 14,13 |      |
| 10                | Anna Jagaciak     | Polónia       | 13,65    | 13,95    | 13,65    |          |          |          | 13,95 |      |
| 11                | Dana Velďáková    | Eslováquia    | x        | 13,84    | 13,60    |          |          |          | 13,84 |      |
| 12                | Athanasia Perra   | Grécia        | x        | 13,75    | 13,55    |          |          |          | 13,75 |      |

Legenda
| Recorde mundial       | Recorde mundial (World record)               |                       | Recorde africano                      | Recorde africano (African) |                                           | Q | Classificado por posição (Qualified) |
| Recorde do campeonato | Recorde do campeonato (Championship record)  | Recorde da América    | Recorde da América (Americas)         | q                          | Classificado por melhor tempo (Qualified) |   |                                      |
| Melhor marca do ano   | Melhor marca do ano (World leading)          | Recorde asiático      | Recorde asiático (Asian)              | DNS                        | Não largou (Did not start)                |   |                                      |
| Recorde nacional      | Recorde nacional (National record)           | Recorde europeu       | Recorde europeu (European)            | DNF                        | Não terminou (Did not finish)             |   |                                      |
| Recorde pessoal       | Recorde pessoal do atleta (Personal best)    | Recorde da Oceania    | Recorde da Oceania (Oceania)          | DSQ / DQ                   | Desclassificado (Disqualified)            |   |                                      |
| Recorde da temporada  | Recorde da temporada do atleta (Season best) | Recorde sul-americano | Recorde sul-americano (South America) | NM                         | Sem marca (No mark)                       |   |                                      |